# 兵庫サマークイーン賞
兵庫サマークイーン賞（ひょうごサマークイーンしょう）は、兵庫県競馬組合が施行する地方競馬の重賞競走である。

## 概要
2007年まではサマークイーン賞の名称で、牝馬限定の指定競走として行われていた。2002年までアラブ系限定だったが、アラブ系の減少に伴い2003年からサラブレッドとの混合、2005年からはサラブレッド限定となる。負担重量は別定からハンデ戦に変更されたが、重賞昇格に伴い馬齢に改め、2010年からは定量に変更された。さらに2010年からはGRANDAME-JAPANの古馬シーズン第2戦に組み込まれ、地方全国交流競走となった。2024年からはGRANDAME-JAPAN古馬シーズンが春・秋の2シリーズ制となり、本競走は秋シーズンの第2戦目に位置づけられた。
なお、負担重量は2012年から2024年まで3歳54kg、4歳以上55kgであったが、2025年に3歳55kg、4歳以上56kgに変更された。

### 条件・賞金（2025年）
出走条件
サラブレッド系3歳以上牝馬、地方全国交流
地元馬はクラス・自場収得賞金順で、3歳馬は重賞1勝馬は古馬A2、重賞2勝馬は古馬A1と換算。
- 他地区所属馬の出走枠は5頭と定められている。

負担重量
定量で、3歳55kg、4歳以上56kg。
賞金額
1着800万円、2着320万円、3着200万円、4着120万円、5着80万円。

## 歴代優勝馬

### オープン特別(1997年以降)
| 施行日        | 競馬場 | 距離  | 優勝馬             | 性齢 | タイム | 優勝騎手 | 管理調教師 |
| ------------- | ------ | ----- | ------------------ | ---- | ------ | -------- | ---------- |
| 1997年8月6日  | 姫路   | 1500m | キョウワプリンセス | 牝5  | 1:37.2 | 岩田康誠 | 清水正人   |
| 1998年8月5日  | 園田   | 1630m | ユキノパレード     | 牝6  | 1:48.7 | 永島太郎 | 緒方勝     |
| 1999年7月28日 | 姫路   | 1500m | ユキノパレード     | 牝7  | 1:36.9 | 永島太郎 | 緒方勝     |
| 2000年7月26日 | 姫路   | 1500m | グリンティアラ     | 牝5  | 1:38.4 | 岩田康誠 | 森澤憲一郎 |
| 2001年8月29日 | 園田   | 1700m | ジョージレディー   | 牝4  | 1:54.9 | 小牧太   | 中野明     |
| 2002年8月28日 | 園田   | 1700m | サンエイエンジェル | 牝5  | 1:49.8 | 高馬元紘 | 中塚猛     |
| 2003年7月23日 | 園田   | 1700m | モガミマイウエー   | 牝5  | 1:48.6 | 小牧太   | 薮田勝也   |
| 2004年7月28日 | 園田   | 1700m | マルサヒロイン     | 牝5  | 1:52.1 | 岩田康誠 | 橋本和男   |
| 2005年7月27日 | 園田   | 1400m | キクノジェニー     | 牝6  | 1:29.1 | 岩田康誠 | 田中範雄   |
| 2006年8月2日  | 園田   | 1400m | オートアルカディア | 牝5  | 1:28.9 | 下原理   | 吉行龍穂   |
| 2007年8月1日  | 園田   | 1400m | ハツネドオゴ       | 牝5  | 1:29.0 | 吉村智洋 | 橋本忠男   |

### 重賞格付け以後
| 回数   | 施行日        | 競馬場 | 距離  | 優勝馬             | 性齢 | 所属   | タイム | 優勝騎手 | 管理調教師 | 馬主                 |
| ------ | ------------- | ------ | ----- | ------------------ | ---- | ------ | ------ | -------- | ---------- | -------------------- |
| 第1回  | 2008年7月23日 | 姫路   | 1500m | フサイチミライ     | 牝5  | 園田   | 1:34.6 | 木村健   | 橋本忠男   | 組）馬事維新         |
| 第2回  | 2009年7月22日 | 園田   | 1700m | キーポケット       | 牝5  | 西脇   | 1:47.6 | 田中学   | 吉行龍穂   | 北前孔一郎           |
| 第3回  | 2010年8月25日 | 園田   | 1700m | エレーヌ           | 牝3  | 笠松   | 1:51.8 | 筒井勇介 | 山中輝久   | （有）ホースケア     |
| 第4回  | 2011年8月4日  | 園田   | 1700m | エーシンクールディ | 牝5  | 笠松   | 1:48.5 | 岡部誠   | 伊藤強一   | 平井豊光             |
| 第5回  | 2012年8月2日  | 姫路   | 1800m | ロッソトウショウ   | 牝7  | 金沢   | 1:56.3 | 吉田晃浩 | 佐藤茂     | トウショウ産業（株） |
| 第6回  | 2013年7月25日 | 園田   | 1700m | マンボビーン       | 牝5  | 西脇   | 1:50.1 | 下原理   | 野田学     | 村田裕子             |
| 第7回  | 2014年7月25日 | 園田   | 1700m | エーシンサルサ     | 牝4  | 園田   | 1:50.1 | 木村健   | 橋本忠男   | 平井克彦             |
| 第8回  | 2015年7月24日 | 園田   | 1700m | エーシンサルサ     | 牝5  | 園田   | 1:50.7 | 木村健   | 橋本忠男   | 平井克彦             |
| 第9回  | 2016年7月29日 | 園田   | 1700m | ディアマルコ       | 牝3  | 高知   | 1:51.6 | 佐原秀泰 | 那俄性哲也 | （有）アシスタント   |
| 第10回 | 2017年7月28日 | 園田   | 1700m | ディアマルコ       | 牝4  | 高知   | 1:51.0 | 永森大智 | 那俄性哲也 | （有）アシスタント   |
| 第11回 | 2018年7月27日 | 園田   | 1700m | ディアマルコ       | 牝5  | 高知   | 1:50.9 | 佐原秀泰 | 那俄性哲也 | （有）アシスタント   |
| 第12回 | 2019年7月26日 | 園田   | 1700m | エイシンエール     | 牝4  | 西脇   | 1:50.2 | 田中学   | 渡瀬寛彰   | 平井克彦             |
| 第13回 | 2020年7月24日 | 園田   | 1700m | エイシンセラード   | 牝5  | 西脇   | 1:52.1 | 田中学   | 橋本忠明   | 平井克彦             |
| 第14回 | 2021年7月23日 | 園田   | 1700m | シーアフェアリー   | 牝6  | 名古屋 | 1:49.8 | 岡部誠   | 安部幸夫   | 西村健               |
| 第15回 | 2022年7月15日 | 園田   | 1700m | ダノンレジーナ     | 牝6  | 浦和   | 1:52.1 | 本橋孝太 | 小久保智   | 酒井孝敏             |
| 第16回 | 2023年7月14日 | 園田   | 1700m | ハクサンアマゾネス | 牝6  | 金沢   | 1:53.3 | 吉原寛人 | 加藤和義   | 河崎五市             |
| 第17回 | 2024年7月12日 | 園田   | 1700m | ハクサンアマゾネス | 牝7  | 金沢   | 1:51.5 | 吉原寛人 | 加藤和義   | 河崎五市             |
| 第18回 | 2025年7月11日 | 園田   | 1700m | ヴィーリヤ         | 牝4  | 園田   | 1:50.8 | 杉浦健太 | 田中一巧   | 菊池靖二             |

### 各回競走結果の出典
- 兵庫サマークイーン賞歴代優勝馬
- JBISサーチ
  - 2008年，2009年，2010年，2011年，2012年，2013年，2014年，2015年，2016年，2017年，2018年，2019年，2020年，2021年，2022年，2023年，2024年，2025年